# Länsstyrelsen i Stockholms län
Länsstyrelsen i Stockholms län är en statlig myndighet med kansli i Stockholm. Länsstyrelsen ansvarar för den statliga förvaltningen i länet, och har flera olika mål gällande regional utveckling. Länsstyrelsen i Stockholms län har cirka 550 anställda.

## Ledning
Länsledningen utgörs av landshövdingen, som utses av Sveriges regering, och länsöverdirektören. 
Från och med den 16 juni 2025 är Cecilia Skingsley landshövding. Hennes förordnande gäller till och med den 30 juni 2031.

## Säte
Länsstyrelsen ligger i Kungshuset på Regeringsgatan 66. Den låg tidigare i Länsstyrelsehuset på Kungsholmen.